# Весткапелле (Бельгия)
Весткапелле (нидерл. Westkapelle) — деревня в муниципалитете Кнокке-Хейст, бельгийской провинции Западная Фландрия, в которой проживает около 4500 жителей. Площадь 21,46 км².

## История
Весткапелле находится во фламандском регионе польдеров и возникла как курган, куда пастухи могли отступать со своими стадами. Когда Kalvekeetdijk и Bloedelozedijk были построены около 1170 года и территория внутри них была освоена, возникло постоянное поселение, а в 1180 году Westkapelle впервые был упомянут как Waescapelle, где Waes относится к недостаточно осушенной почве (позже преобразовалось в West — запад). В Весткапелле тогда была вспомогательная церковь, подчинявшаяся приходу Осткерке.
Около 1235 года Весткапелла была внесена в список самостоятельных приходов. Десятина принадлежала аббатству Сен-Кантен.
После наводнения в Синт-Элизабет (1404 год), которое сопровождалось прорывом дамб, был построен Грааф Янсдейк. Однако в 1405 году деревня была разграблена и разрушена английскими войсками во время Столетней войны. Башня, служившая маяком для мореплавателей, была восстановлена в 1409—1413 годах. В последней четверти 15 века (1488 год) война между Максимилианом Австрийским и графством Фландрия вызвала разрушения.
Восьмидесятилетняя война также принесла проблемы, потому что Весткапелле снова оказалась на передовой. В 1575—1576 годах это место было атаковано гёзами. Пострадала и церковь. Во время Двенадцатилетнего перемирия (1609—1621) могли быть построены Gouverneurspolder, Burkelpolder и Godefrootpolder. Потом снова была война. Форт Изабелла был построен в 1622 году и был связан с фортом Синт-Донаас линией Фонтена. Изабеллаваарт был раскопан в 1655—1657 годах.
В 1759 году была построена новая асфальтированная дорога между Весткапелле и Брюгге, а в 1859—1864 годах асфальтированная дорога на Кнокке. В 1889—1890 годах было построено паровое движение из Брюгге в Слуис.
В 1798 году пастор Весткапеллы Якобус де Нев был депортирован в Гайану во время французского периода в Бельгии и умер в 1799 году в Бербисе. Его именем названа площадь в Весткапелле. В 1971 году Весткапелле стал частью недавно объединенного муниципалитета Кнокке-Хейст.
26 марта 2013 г. деревенская церковь Синт-Никласкерк была разрушена сильным пожаром.

## Достопримечательности
- Синт-Никласкерк, сильно пострадавший от пожара в 2013 году. Реконструирован в 2018 году.
- Большие фермы и фермерские дома (18—19 века)
- Участки бывшего форта Изабелла и форта Хазеграс находятся под охраной.

Синт-Никлааскерк
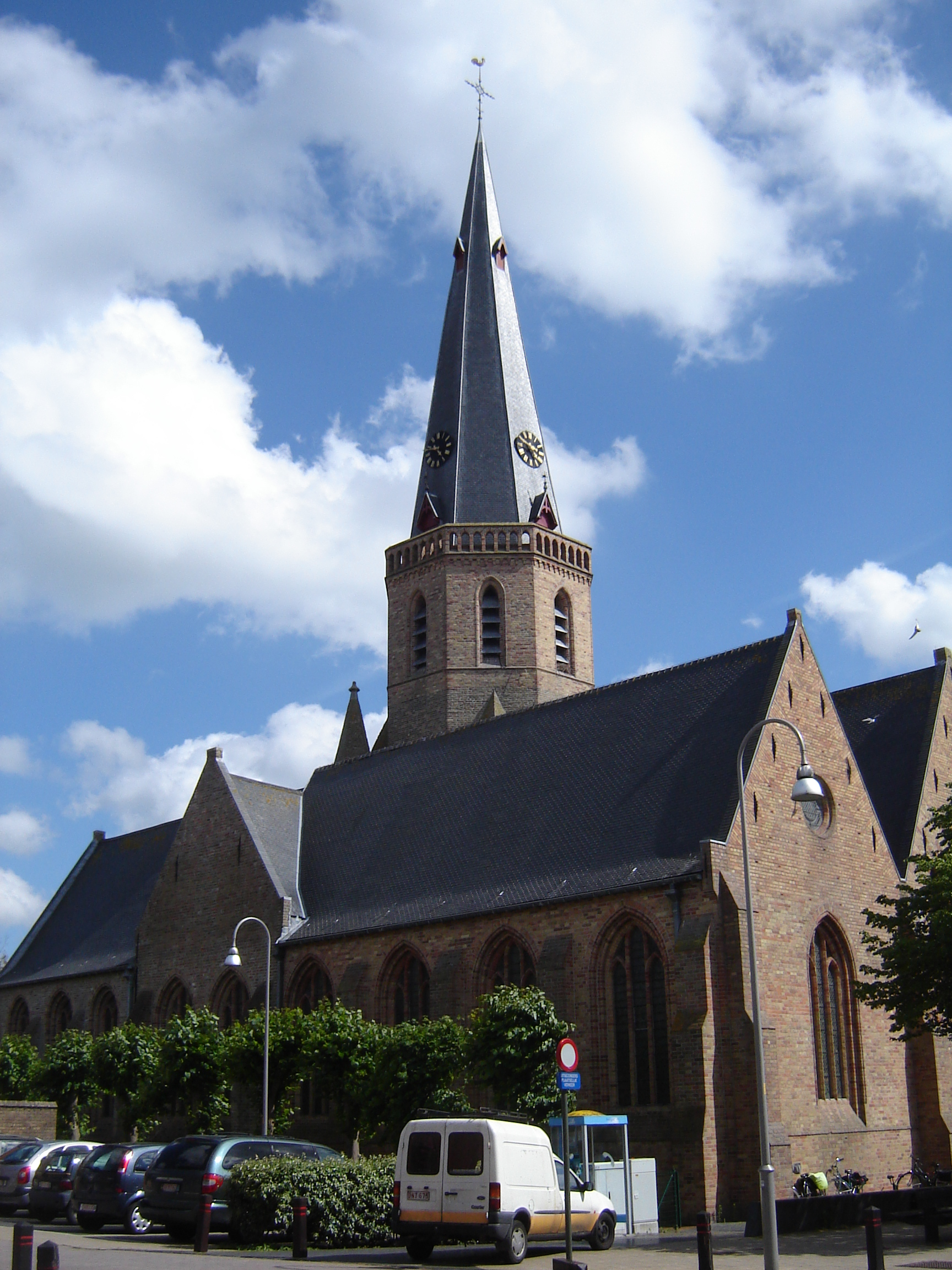
до того, как сгорел 26 марта 2013. Вид сбоку
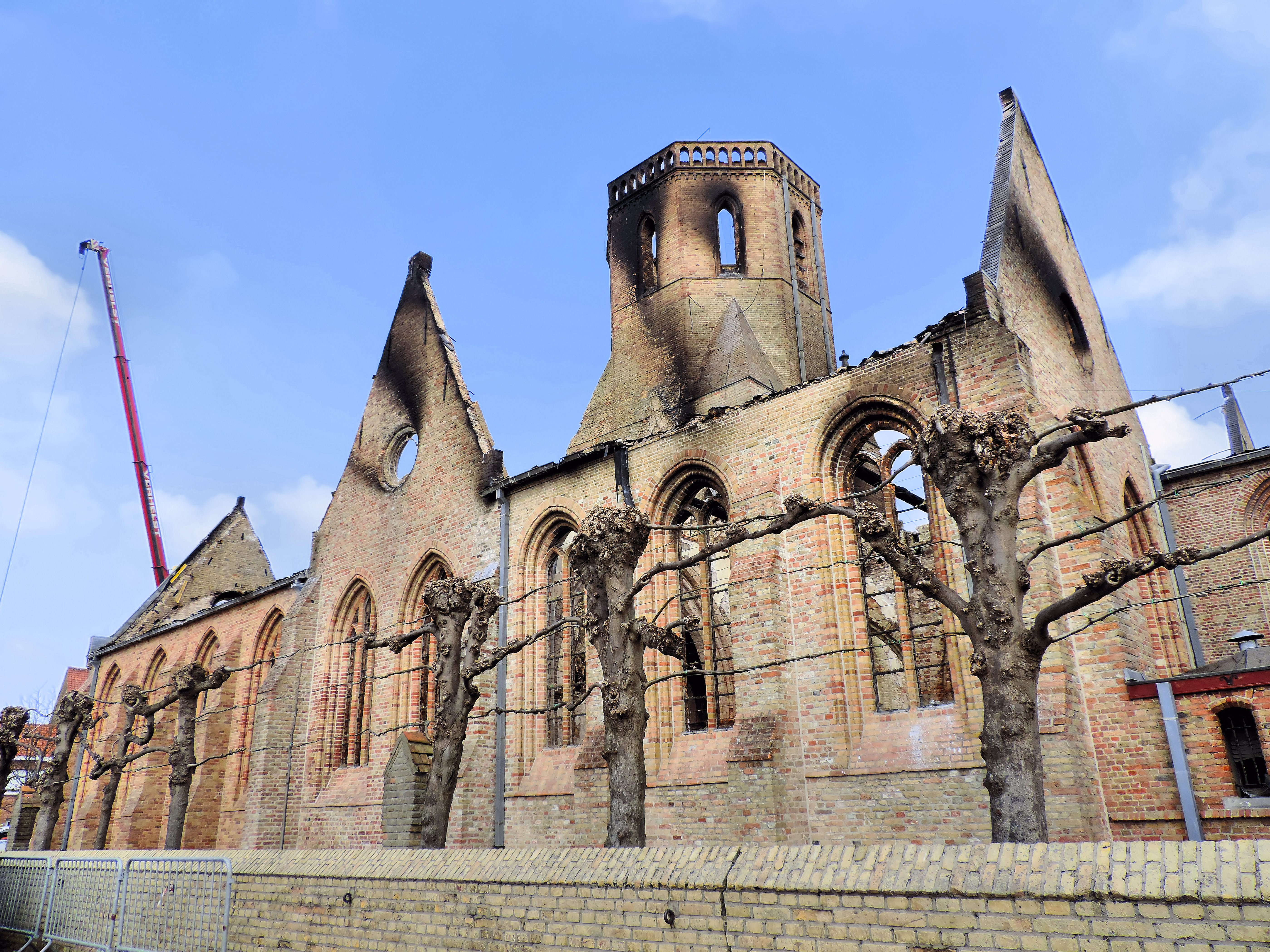
через 3 дня после пожара 26 марта 2013. Вид сбоку
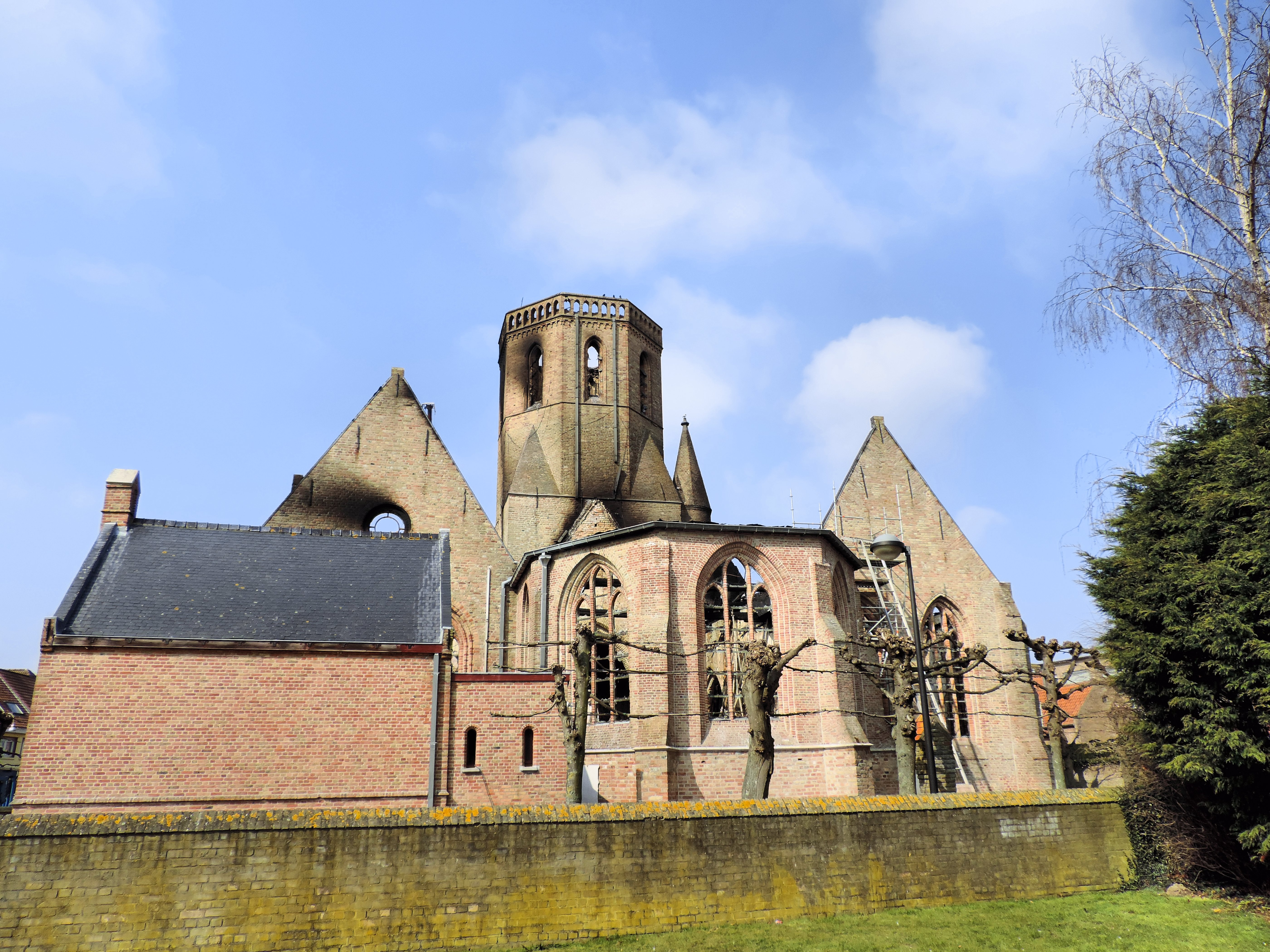
через 3 дня после пожара 26 марта 2013.